# Ljubomir Levčev
Ljubomir Levčev (Trojan, 29 aprile 1935 – Sofia, 25 settembre 2019) è stato un poeta bulgaro.
Vincitore della Corona d'oro del Festival della poesia di Struga e tradotto in molte lingue, è uno degli autori più apprezzati della letteratura bulgara contemporanea.
Membro del Partito Comunista Bulgaro, dal 1975 al 1980 è stato il vicepresidente del comitato culturale. Negli anni '80 è stato il presidente dell'Associazione degli scrittori bulgari. La sua opera poetica è in corso di pubblicazione italiana nei CapoVersi di Bompiani.